# Павле Дињичић
Павле Дињичић је био српски кнез из властелинске породице Дињичић која је имала своје посједе у источним дјеловима краљевине Босне, област Јадра, син је жупана Дињице.
О кнезу Павлу не зна се много, помиње се у двије повеље, једној од 3. марта мјесеца 1424. и у другој од 24. фебрурар 1428. године. У кампањи краља Стефана Твртка Другог за зазузимање богатих рудника Сребренице активно су се ангажовали Дињичићи који су са краљевом војском јесени 1425. године опсјели град Сребреницу. Имао је браћу Владислава, Ковача и Драгишу.